# Рубањ
Рубањ (слч. Rúbaň, мађ. Fűr) насељено је мјесто са административним статусом сеоске општине (слч. obec) у округу Нове Замки, у Њитранском крају, Словачка Република.

## Становништво
| Година:    | 1994. | 2004.    | 2014.   | 2024.  |
| ---------- | ----- | -------- | ------- | ------ |
| Број људи: | 1084  | 934      | 1000    | 901    |
| Разлика:   |       | -13,83 % | +7,06 % | -9,9 % |

| Година:    | 2023. | 2024.   |
| ---------- | ----- | ------- |
| Број људи: | 898   | 901     |
| Разлика:   |       | +0,33 % |

Према подацима о броју становника из 2011. године насеље је имало 962 становника.